# Oración católica

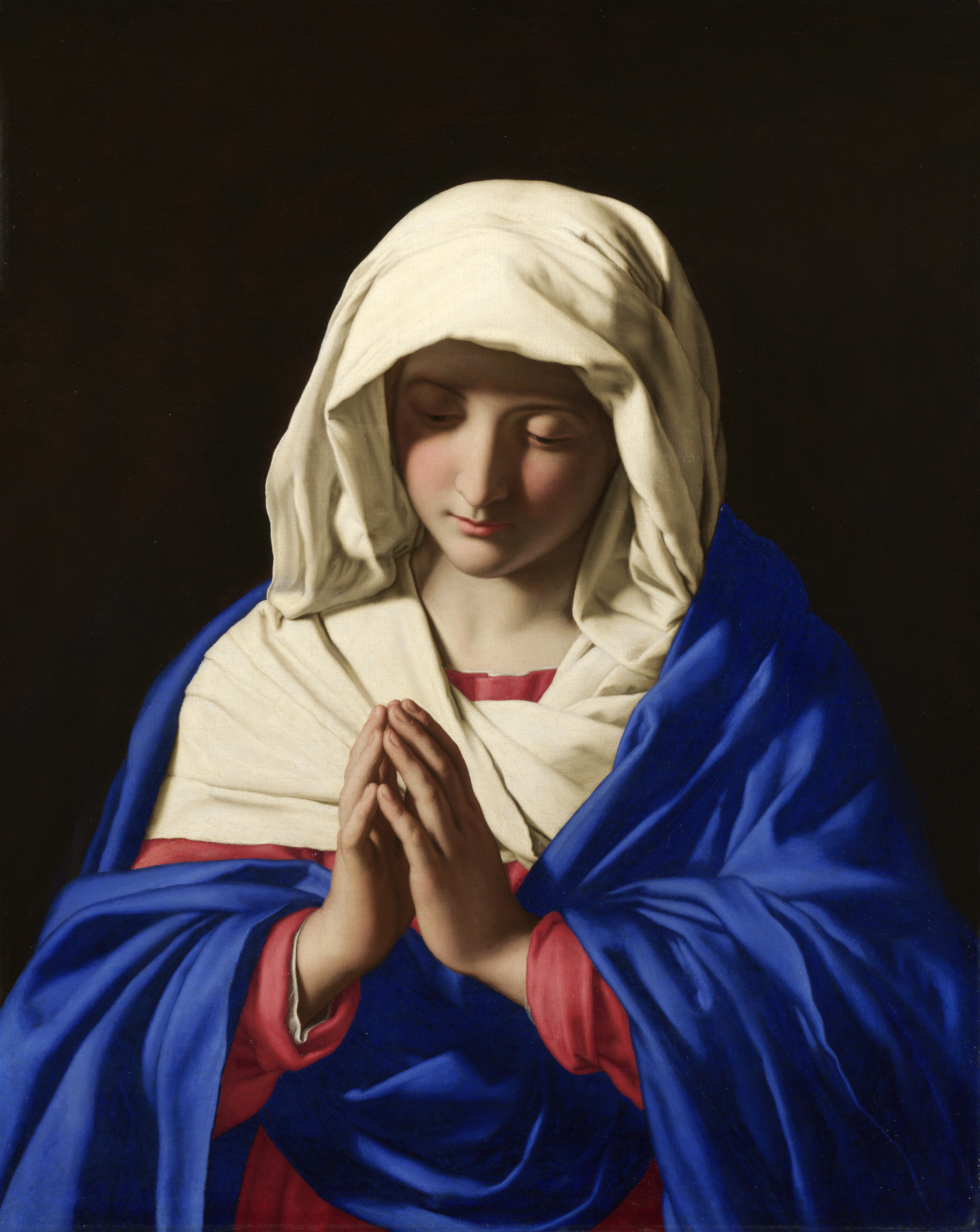
La Virgen María en oración, por Sassoferrato, siglo XVII

En la Iglesia católica, la oración es "la elevación de la mente y el corazón a Dios o la petición de cosas buenas a Dios" Es un acto de la virtud moral de la religión, que los teólogos católicos identifican como parte de las virtud cardinal de la justicia.
La oración puede ser expresada vocal o mentalmente. La oración vocal puede ser hablada o cantada. La oración mental puede ser meditación o contemplación. Las formas básicas de oración son la adoración, la contrición, la acción de gracias y la súplica, abreviadas como A.C.T.S.
La Liturgia de las Horas, las siete horas canónicas de la Iglesia católica rezadas en tiempos fijos de oración, es recitada diariamente por el clero, los religiosos y los creyentes devotos.

## Oración diaria
En la Iglesia católica, se anima a los laicos a rezar diariamente las horas canónicas contenidas en la Liturgia de las Horas, que se realizan en siete horas fijas de oración. El clero y los religiosos están obligados a rezar el Oficio diario. Las fuentes comúnmente utilizadas para rezar la Liturgia de las Horas incluyen el conjunto completo de cuatro volúmenes de La Liturgia de las Horas, el libro de un volumen de Oración Cristiana, y varias aplicaciones en dispositivos móviles.

## Enseñanzas sobre la oración
Las enseñanzas católicas sobre el tema de la oración están contenidas en el Catecismo, donde citando a Juan Damasceno, la oración se define como ...la elevación de la mente y del corazón a Dios o la petición de cosas buenas a Dios. Teresa de Lisieux describe la oración como ... una oleada del corazón; es una simple mirada dirigida al cielo, es un grito de reconocimiento y de amor, que abarca tanto la prueba como la alegría 
Mediante la oración se reconoce el poder y la bondad de Dios, y la propia necesidad y dependencia. Es, por tanto, un acto de la virtud de la religión que implica la más profunda reverencia a Dios y que habitúa a la persona a buscarlo todo en él. La oración presupone la fe en Dios y la esperanza en su bondad. Por ambos, Dios, a quien se reza, mueve al individuo a la oración.

## Expresiones de la oración

### Oración vocal

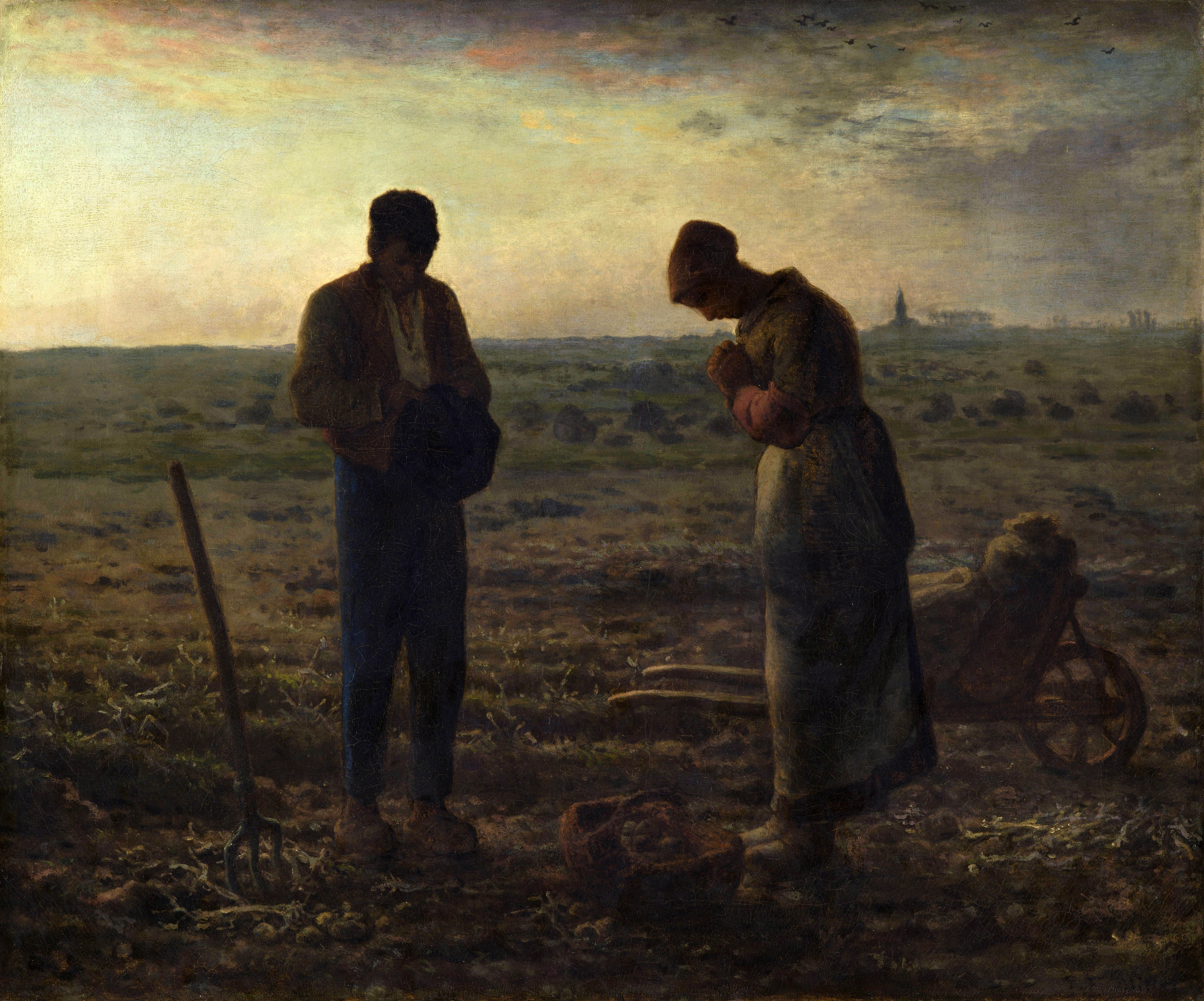
El Ángelus por Millet

La oración puede dividirse en vocal y mental. La oración vocal es la que se hace utilizando alguna forma aprobada de palabras, leídas o recitadas; como la señal de la cruz, la Liturgia de las Horas (Oficio Divino), el Ángelus, la gracia antes y después de las comidas, etc. La oración mental es la que se hace sin emplear ni palabras ni fórmulas de ningún tipo. Se exhorta a los católicos a no subestimar la utilidad o la necesidad de la oración vocal. Entre las oraciones vocales más comunes están el Padre Nuestro (Pater Noster), el Ave María (Ave María, Saludo Angélico), el Gloria Patri (Gloria Patri, Doxología Menor) y el Credo de los Apóstoles (Symbolum Apostolorum).
Los católicos consideran que la oración vocal es un elemento esencial de la vida cristiana. La oración vocal puede ser tan sencilla y edificante como "Gracias, Dios, por esta hermosa mañana", o tan formal como una Misa que celebre una ocasión muy especial.
Cuando dos o más personas se reúnen para rezar, su oración se llama oración comunitaria. Ejemplos de oración comunitaria son el  Rosario, las oraciones devocionales, incluyendo las novenas y las letanías, las oraciones en el aula y, sobre todo, la misa.

#### Oración cantada
Ambrosio introdujo en Milán el canto antifonal de los salmos "a la manera de Oriente".

### Oración mental
La oración mental fue definida por John A. Hardon en su Diccionario Católico Moderno como una forma de oración en la que los sentimientos expresados son los propios y no los de otra persona. La oración mental es una forma de oración en la que se ama a Dios a través del diálogo con él, meditando en sus palabras y contemplándolo. Es un tiempo de silencio centrado en Dios y en la relación de uno con él. Se distingue de las oraciones vocales que utilizan oraciones fijas, aunque la oración mental puede proceder mediante el uso de oraciones vocales con el fin de mejorar el diálogo con Dios. La oración mental puede dividirse en meditación, u oración mental activa; y contemplación, oración mental pasiva.

#### Meditación

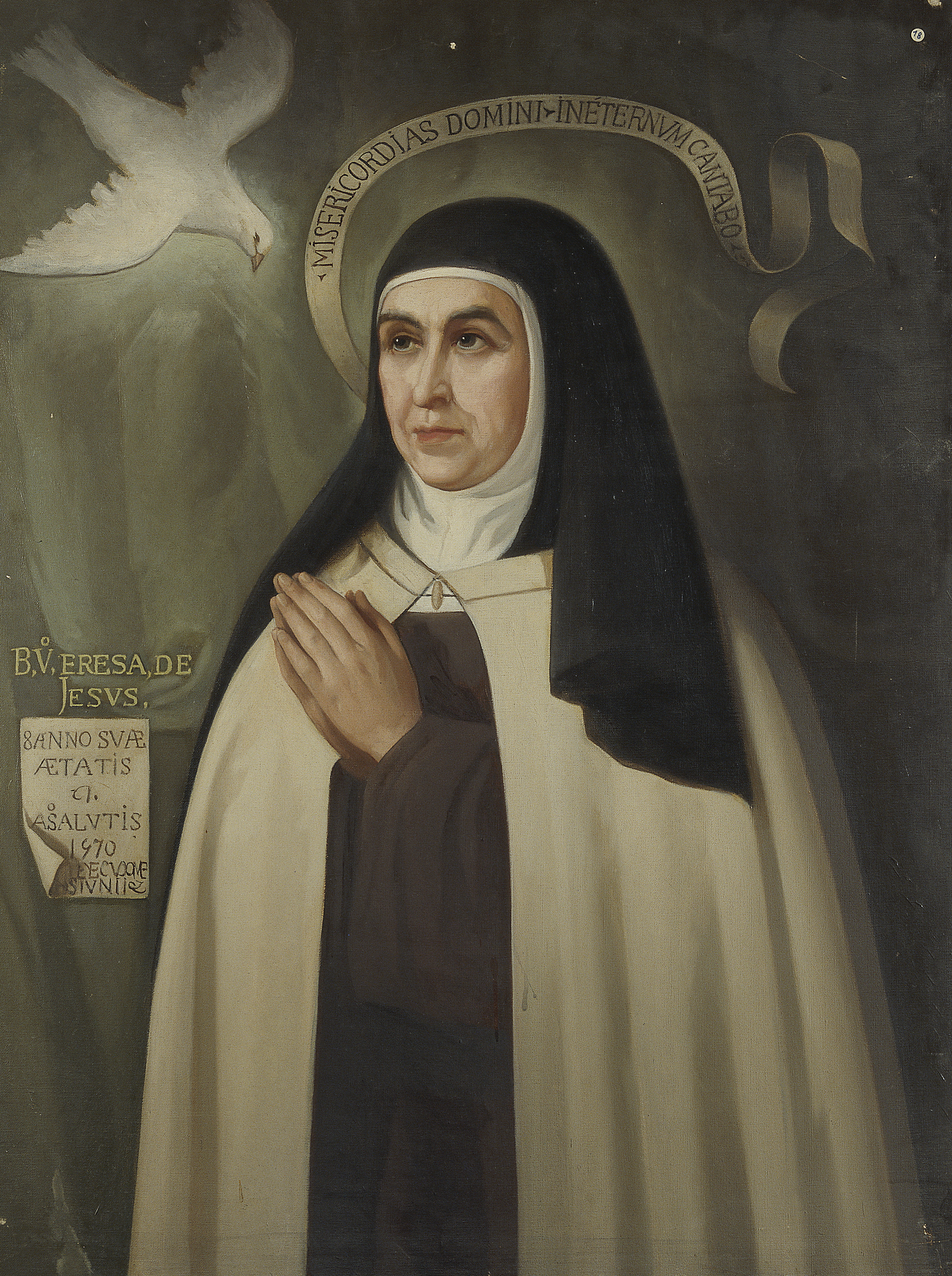
Teresa de Ávila

La meditación es una forma de oración reflexiva que involucra el pensamiento, la imaginación, la emoción y el deseo.  Hay tantos métodos de meditación como maestros espirituales. La oración mental ordinaria o activa consiste en dos operaciones; una pertenece a la facultad de pensar que aplica la imaginación, la memoria y el entendimiento para considerar alguna verdad o misterio. La otra operación depende de la voluntad y obliga a amar, desear y pedir el bien propuesto por la mente y hacer propósitos para llegar a él. Según Teresa de Ávila, el alma en esta etapa es como un jardinero, que, con mucho trabajo, saca el agua de las profundidades del pozo para regar sus plantas y flores.

#### Contemplación
La oración contemplativa es una atención silenciosa que mira a Dios contemplando y adorando sus atributos. Teresa describe la oración mental como ...nada más que un estrecho compartir entre amigos; significa tomar tiempo frecuentemente para estar a solas con aquel que sabemos que nos ama. En esta oración interior podemos seguir meditando, pero nuestra atención se fija en el Señor mismo. La contemplación, como toda oración, es un puro don, y no algo que se pueda conseguir.

## Formas de oración
La tradición de la Iglesia Católica destaca cuatro elementos básicos de la oración cristiana: (1) Oración de adoración/alabanza, (2) Oración de contrición/arrepentimiento, (3) Oración de acción de gracias/agradecimiento, y (4) Oración de súplica/petición/intercesión. Estos elementos pueden recordarse fácilmente utilizando el acrónimo ACTS: Adoración, Contrición, Acción de Gracias, Súplica.

### Adoración/Bendición
La adoración es la primera actitud del hombre que se reconoce como criatura ante Dios. La Alabanza es la forma de oración que reconoce más inmediatamente que Dios es Dios. Alaba a Dios por sí mismo y le da gloria, más allá de lo que hace, sino simplemente porque es.
En sus aplicaciones más amplias, la palabra "bendición" tiene una variedad de significados en los escritos sagrados. Puede tomarse en un sentido que es sinónimo de alabanza; así, el salmista: "Bendeciré al Señor en todo momento; la alabanza estará siempre en mi boca" La oración de bendición expresa alabanza y honor a Dios y es la respuesta del hombre a los dones de Dios.

### Contricción/Arrepentimiento
El arrepentimiento es un sincero pesar o remordimiento por el pecado, resolución de evitar el pecado en el futuro, y conversión del corazón hacia Dios, con esperanza en su misericordia y confianza en la ayuda de su gracia. La contrición, igualmente, es un dolor del alma y detestación por el pecado cometido, junto con la resolución de no volver a pecar. La Iglesia católica ofrece además el sacramento de la penitencia, por el cual los miembros pueden recibir el perdón de sus pecados por parte de Jesucristo a través de sus sacerdotes ordenados, según las palabras de Jesucristo a sus apóstoles: "A los que les perdonéis los pecados, les serán perdonados; y a los que se los retengáis, les serán retenidos".

### Gracias/Gratitud
El agradecimiento es dar gracias a Dios por lo que ha dado y hecho.

### Suplicación/Petición/Intercesión

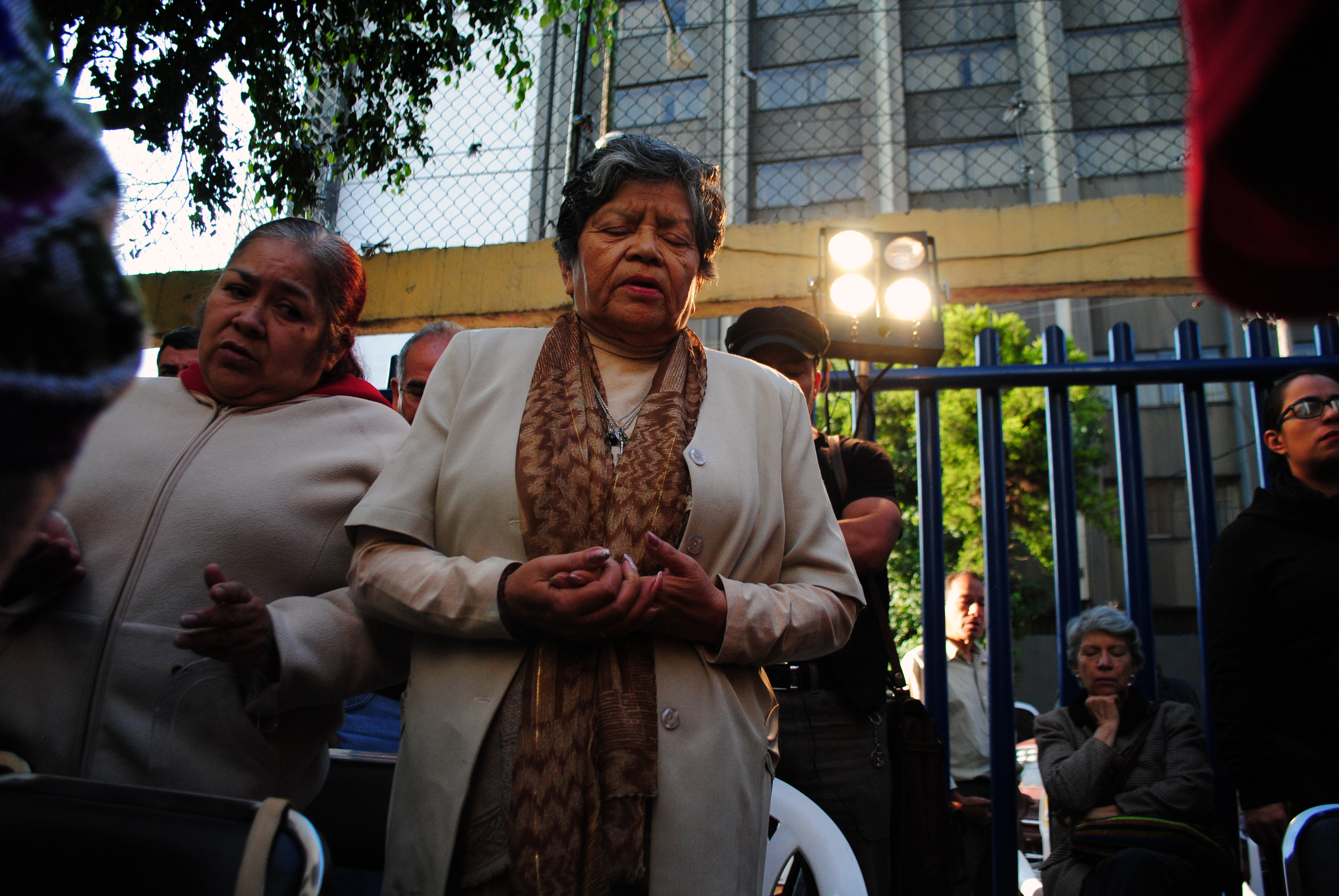
Católicos rezando el Padre Nuestro en México

Una oración de petición es una solicitud a Dios que le pide que satisfaga una necesidad. Mediante la oración de petición, los católicos reconocen su dependencia de Dios. Esta expresión no pretende instruir o dirigir a Dios en lo que debe hacer, sino apelar a su bondad para obtener las cosas que necesitamos; y la apelación es necesaria, no porque él ignore las necesidades o los sentimientos de uno, sino para dar forma definitiva a nuestros deseos, para concentrar toda nuestra atención en lo que se le recomienda, para ayudarnos a apreciar nuestra estrecha relación personal con él. La expresión no necesita ser externa o vocal; interna o mental es suficiente. La oración de petición es en su corazón un acto de fe en el que el que reza debe creer primero, en la existencia de Dios; y segundo, que Dios está dispuesto y es capaz de conceder la petición. El Catecismo afirma que pedir perdón, junto con la humildad confiada, debe ser el primer movimiento de una oración de petición (ver Contrición/Arrepentimiento más arriba). Jesús dijo que lleváramos todas nuestras necesidades a Dios en su nombre y asegura que "todo lo que pidáis al Padre en mi nombre os lo dará" (Juan 16:23). A través de la petición se puede pedir la ayuda de Dios para cualquier necesidad, por grande o pequeña que sea. Según el Catecismo, Cristo es glorificado por lo que pedimos al Padre en su nombre.
La intercesión es una oración de petición que lleva a orar como lo hizo Jesús. Él es el único Gran Intercesor ante el Padre en nombre de todas las personas, especialmente de los pecadores. Como Cuerpo de Cristo, también estamos llamados a interceder los unos por los otros y se nos anima a pedir oraciones de intercesión a los miembros del Cuerpo de Cristo que nos han precedido y que están en el Cielo así como a los santos ángeles. María, la Madre de Cristo y nuestra Madre es especialmente buscada para las oraciones de intercesión en nuestro nombre debido a su cercanía con su Hijo, nuestro Salvador Jesucristo, y nuestro recurso a ella, a los santos, a los santos ángeles y a los demás, no disminuye, sino que aumenta, la comprensión de que Cristo sigue siendo sobre todo la Cabeza del Cuerpo de Cristo y el Único y Gran Intercesor ante Nuestro Padre en el Cielo.

## Salmos
Los salmos siempre han sido una parte importante de la liturgia católica. Desde los primeros tiempos hasta hoy, los cristianos consideran que el Antiguo Testamento prefigura a Cristo. Los evangelistas citan las palabras de los salmos como si estuvieran en los labios de Jesús durante su pasión. En esta línea, los antiguos monjes y monjas del desierto egipcio escuchaban la voz de Jesús en todos los salmos. Creían que los salmos habían sido escritos por el rey David, pero también creían que el Cristo preexistente había inspirado a David para escribirlos (Sal 110,1). Por esta razón, rezaban diariamente todo el Salterio. Esta tradición ha crecido y ha cambiado, pero aún continúa, fiel a la antigua práctica. En los monasterios cristianos y en muchas casas religiosas de todo el mundo, los hombres y mujeres con votos se reúnen de tres a siete veces al día para rezar los salmos.
La Liturgia de las Horas se centra en el canto o recitación de los Salmos. Los primeros católicos empleaban los salmos ampliamente en sus oraciones individuales también. Hasta el final de la Edad Media no era desconocido que los laicos se unieran al canto del Pequeño Oficio de Nuestra Señora, que era una versión abreviada de la Liturgia de las Horas que proporcionaba un ciclo diario fijo de veinticinco salmos a recitar.

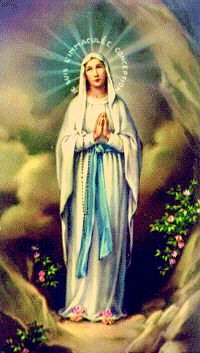
Nuestra Señora de Lourdes con las cuentas del Rosario

## Devociones
Las devociones son oraciones o ejercicios piadosos utilizados para demostrar la reverencia por un aspecto particular de Dios o la persona de Jesús, o por un santo en particular. Las  devociones católicas tienen varias formas, que van desde las oraciones formalizadas, como las novenas, hasta las actividades que no implican ninguna oración, como la adoración eucarística, la veneración de los santos, e incluso las prácticas hortícolas, como el mantenimiento de un jardín de María. Ejemplos comunes de devociones católicas incluyen el Rosario, la devoción al Sagrado Corazón de Jesús, el Santo Rostro de Jesús, el Corazón Inmaculado de María, y la veneración de varios santos, etc. La Congregación para el Culto Divino del Vaticano publica un Directorio de devociones y prácticas piadosas. El Rosario es una devoción para la meditación de los misterios de la alegría, del dolor y de la gloria de Jesús y María. Lucía dos Santos dijo: "La Santísima Virgen en estos últimos tiempos en que vivimos ha dado una nueva eficacia al rezo del Rosario hasta tal punto que no hay problema, por difícil que sea, ya sea temporal o sobre todo espiritual, en la vida personal de cada uno de nosotros, de nuestras familias... que no pueda ser resuelto por el Rosario. No hay ningún problema, os digo, por difícil que sea, que no podamos resolver con el rezo del Santo Rosario." 
 En su encíclica de 2002 Rosarium Virginis Mariae, el Papa Juan Pablo II subrayó que el objetivo final de la vida cristiana es transformarse, o "transfigurarse", en Cristo, y el rosario ayuda a los creyentes a acercarse a Cristo contemplando a Cristo.

### Ramo espiritual
Un ramo espiritual es una colección de oraciones y acciones espirituales entregadas u ofrecidas con un propósito específico.

## Aprender a rezar
Aunque son muchas las promesas que se asocian a la oración, en su libro "Camino a Cristo" el papa Juan Pablo II advirtió contra la "oración mecánica" y señaló la necesidad de la autorreflexión antes de la oración. Y en su mensaje para la 42ª "Jornada Mundial de Oración" dijo:
"Tenemos que aprender a orar: como si aprendiéramos este arte siempre de nuevo de los labios del mismo Divino Maestro, como los primeros discípulos: "Señor, enséñanos a orar" (Lc 11,1)".
En la tradición católica, hay muchas leyendas sobre el poder de la oración persistente. En el siglo IV, se dice que Mónica de Hipona rezó por la conversión de su hijo Augustín durante catorce años y finalmente se convirtió en una figura influyente en el pensamiento cristiano.